# Ливия на летних Олимпийских играх 1968
Ливия принимала участие в Летних Олимпийских играх 1968 года в Мехико (Мексика) во второй раз за свою историю, но не завоевала ни одной медали.